# Santa Cruz County (Arizona)
Santa Cruz County is een county in de Amerikaanse staat Arizona.
De county heeft een landoppervlakte van 3.205 km² en telt 38.381 inwoners (volkstelling 2000). De hoofdplaats is Nogales.